# خوان كوفاروباياس
خوان كوفاروباياس (بالإسبانية: Juan Carlos Covarrubias Muñoz)‏ (15 يناير 1961 كانتون غراوبوندن سويسرا - ) هو لاعب كرة قدم تشيلي، يلعب كلاعب وسط، لعب 16 مباراة وسجل هدفين.

## مسيرته

### مسيرته مع المنتخبات الوطنية
- 1984 - 1989 لعب مع منتخب تشيلي لكرة القدم 16 مباراة سجل خلالها هدفين.

## روابط خارجية
- خوان كوفاروباياس على موقع ناشيونال فوتبول تيمز (الإنجليزية)